# 헬렌 미렌
헬렌 리디아 미렌 여사(혼전성 미로노프(Mironoff), 영어: Dame Helen Lydia Mirren, DBE, 1945년 7월 26일 ~ )는 잉글랜드의 배우이다. 1967년 로열 셰익스피어 컴퍼니에서 연기 생활을 시작했으며, 트리플 크라운 오브 액팅을 이룬 몇 안되는 배우 중 한 명이다. 2007년에 《더 퀸》에서 엘리자베스 2세 역으로 아카데미 여우주연상을 수상했고, 디 오디언스에서도 똑같은 엘리자베스 2세 역으로 올리비에상과 토니상 연극 부문 여우주연상을 수상했다.

## 출연 작품
- 《고스포드 파크》
- 《은하수를 여행하는 히치하이커를 위한 안내서》
- 《더 퀸》
- 《스테이트 오브 플레이》 - 카메론 린 역
- 《백야》
- 《분노의 질주: 더 익스트림》 - 막달레나 "퀴니" 쇼 역
- 《분노의 질주: 홉스 & 쇼》 - 막달레나 "퀴니" 쇼 역
- 《분노의 질주: 더 얼티메이트》 - 막달레나 "퀴니" 쇼 역
- 《분노의 질주: 라이드 오어 다이》 - 막달레나 "퀴니" 쇼 역
- 《레드》 - 빅토리아 역
- 《레드: 더 레전드》 - 빅토리아 역
- 《호두까기 인형과 4개의 왕국》 - 마더 진저 역
- 《안나》 - 올가 역
- 《윈체스터》 - 사라 윈체스터 역
- 《웰링턴 공작의 초상》 - 도로시 번튼 역
- 《베를린, 아이 러브 유》
- 《더 굿 라이어》
- 《샤잠! 신들의 분노》 - 헤스페리데스 역
- 《1923》 시즌 2 - 카라 더튼 역

## 수상 및 서훈
- 1984년 제37회 칸 영화제 여우주연상
- 1991년 영국텔레비전아카데미시상식 여우주연상
- 1992년 영국텔레비전아카데미시상식 여우주연상
- 1993년 영국텔레비전아카데미시상식 여우주연상
- 1995년 제48회 칸 영화제 여우주연상
- 1996년 제48회 에미상 TV영화/미니시리즈부문 여우주연상
- 1997년 제54회 골든글로브시상식 TV영화/미니시리즈부문 여우주연상
- 1999년 제51회 에미상 TV영화/미니시리즈부문 여우주연상
- 2001년 제66회 뉴욕비평가협회상 여우조연상
- 2001년 제21회 런던비평가협회상 영국여우조연상
- 2002년 제36회 전미비평가협회상 여우조연상
- 2002년 제8회 미국배우조합상 영화부문 여우조연상
- 2003년 대영 제국 훈장 2등급(DBE, 작위급 훈장)
- 2006년 제63회 베니스국제영화제 볼피컵 여우주연상
- 2006년 제58회 에미상 TV영화/미니시리즈부문 여우주연상
- 2006년 제19회 시카고비평가협회상 여우주연상
- 2006년 제71회 뉴욕비평가협회상 여우주연상
- 2006년 제11회 새틀라이트시상식 드라마부문 여우주연상
- 2007년 제78회 미국비평가협회상 여우주연상
- 2007년 제64회 골든글로브시상식 TV영화/미니시리즈부문 여우주연상
- 2007년 제64회 골든글로브시상식 드라마부문 여우주연상
- 2007년 제27회 런던비평가협회상 여우주연상
- 2007년 제32회 LA비평가협회상 여우주연상
- 2007년 제41회 전미비평가협회상 여우주연상
- 2007년 제12회 크리틱스초이스 여우주연상
- 2007년 제13회 미국배우조합상 TV영화/미니시리즈부문 여자연기상
- 2007년 제13회 미국배우조합상 영화부문 여우주연상
- 2007년 제60회 영국아카데미시상식 여우주연상
- 2007년 제79회 미국아카데미시상식 여우주연상
- 2007년 제20회 유럽영화상 유러피안 여우주연상
- 2007년 제59회 에미상 TV영화/미니시리즈부문 여우주연상
- 2007년 제2회 서울드라마어워즈 여자연기자상
- 2007년 위대한 영국인 시상식 가장 위대한 영국인상
- 2009년 제4회 로마국제영화제 최고의 여자배우상
- 2011년 제33회 모스크바국제영화제 공로상
- 2011년 빅스크린 어치브먼트 시상식 연기경력상
- 2012년 제25회 유럽영화상 유러피안공로상 월드시네마상
- 2012년 제47회 카를로비바리국제영화제 월드시네마 공헌상
- 2013년 올리비아 어워즈 연극부문 여자배우상
- 2014년 제20회 미국배우조합상 TV영화/미니시리즈부문 여자연기상
- 2014년 제67회 영국아카데미시상식 공로상
- 2015년 드라마데스크어워즈 연극부문 여우주연상
- 2015년 제69회 토니상 연극부문 여우주연상